# Augusta Palenfo
Pour les articles homonymes, voir Palenfo.
Bomsoya Augusta Palenfo, est une comédienne, réalisatrice et metteuse en scène burkinabè née le 25 novembre 1981 à Ouagadougou.

## Biographie
Artiste comédienne et réalisatrice Burkinabé, Augusta Palenfo commence sa carrière en 1996 en intégrant l’école de théâtre au Burkina. Après quatre années de formation, elle commence à jouer dans des séries télévisées. Elle obtient des rôles dans des pièces de théâtre comme Chaka Zoulou, ou La vie est belle. Elle fait également partie pendant deux ans de la compagnie théâtrale Marbayassa du Burkina Faso, de la compagnie des merveilles du Burkina Faso, et de l’atelier théâtre burkinabè. Elle passe en 2016 à la réalisation avec le film Carton rouge qu'elle présente au Festival panafricain du cinéma et de la télévision de Ouagadougou.
En 2023, par le biais d'un projet, elle se lance dans la mise en scène théâtrale avec sa première pièce intitulée " Une autre vie est encore possible".
Augusta est mariée et mère de 2 enfants.

### Long métrage
- 2023: Waongo (réalisatrice)[6]
- 2023: Sira[7] de la réalisatrice Appoline Traoré

- 2019: Coup d'État de Rodrik Kaboré
- 2018: Le Bonnet de Modibo de Boubakar Diallo
- 2016: Carton rouge (réalisatrice)
- 2014: Le Neveu de l'homme fort d'Adama Roamba
- 2014: Kokoko Affairage d'Irène Tassembédo
- 2014: À vendre de Kady Traoré
- 2013: L’Assassin de ma maîtresse d'Emmanuel Rotoumba et Boubacar Sangaré
- 2011: Faso Furie de Michael Kabongo.
- 2009: Cœur de lion, produit et réalisé par Boubakar Diallo, Primé au FESPACO 2009.
- 2009 : Une femme pas comme les autres d'Abdoulaye Dao (Primé au FESPACO 2009).
- 2007 : Mogo-Puissant de Boubakar Diallo
- 2006 : Code Phoénix de Boubakar Diallo
- 2005 : Les Mêmes Problèmes d'Amado Ouedraogo.
- 2002 : Moi et mon blanc de Pierre Yameogo.
- 1998 : Mariage forcé de Valérie Kaboré.
- 1997 : Commissaire Damaro de Jean-Marc Bado.

### Séries télévisées
- 2019 : Entre nos murs d'Inoussa Kaboré[8]
- 2018 : La Team des belles et rebelles de Boubacar Diallo
- 2015 : Famille démocratique d'Inoussa Kaboré
- 2014 : Ah les hommes ! Ah les femmes d'Apolline Traoré
- 2012 – 2013 : Waga love de Guy Désiré Yaméogo
- 2011 : Les Concessions d'Abdoulaye Dao
- 2011 : 100 Jours pour convaincre d'Idrissa Ouedraogo
- 2010 : Ina de Valérie Kabore (saison 2)
- 2010 : Le Scénario d’Afrique de Fanta Nacro
- 2009 : Omar et Charlie de Boubacar Diallo
- 2008 : Super Flics d'Aminata Diallo Glez, Idrissa Ouedraogo et Issa Traoré de Brahima
- 2007 : Trois Hommes un village d'Aminata Diallo Glez, Idrissa Ouedraogo et Issa Traoré de Brahima
- 2005 : Ina de Valérie Kabore (saison 1)
- 2004 : Mounia et Rama d'Apolline Traoré
- 2003 : M’BA Bouanga d'Idrissa Ouedraogo
- 2002 : Femme donnée de Pierre Rouamba
- 2000 : Sita de Missa Hébié

## Distinctions
- 2025: Prix spécial du HCR lors du FESPACO 2025 avec le film Waongo[9]
- 2025: Prix du meilleur son avec le film Waongo lors de la nuit des cinéaste 2025[9]
- 2024: Prix de la meilleure comédienne au Lompolo 2024[10]
- 2021 : Lauréate du prix  " Sotigui de la meilleure interprétation féminine"
- 2016 : Lauréate du prix «SOTIGUI du public»
- 2015 : Prix de la meilleure comédienne de l’année 2015 des 12 Personnalités Culturelles de l’Année (12 PCA)
- 2015 : Trophée de la meilleure actrice de l’année 2015 aux « Cool Online Awards »
- 2014 : Chevalier de l’ordre du Mérite des Arts, agrafe Cinéma.
- 2005 : Lauréate au jeu concours meilleure comédienne dans la série INA, organisé par la Radiodiffusion-Télévision du Burkina
- 2003 : Lauréate du grand prix national de l’humour, organisé par le Ministère de la Culture